# Morti nel 1991/Gennaio
| Questa pagina contiene informazioni ricavate automaticamente dalle voci biografiche con l'ausilio del template Bio e di un bot. L'aggiornamento è periodico e automatico e ricostruisce completamente la pagina. Se manca una persona in questa lista, sei pregato di non aggiungerla, ma accertati piuttosto che la sua voce biografica contenga il template Bio e che i dati anagrafici siano correttamente compilati. Se il template Bio manca, inseriscilo tu stesso o, in alternativa, metti l'avviso {{tmp\|Bio}} che ne segnala la mancanza. Se i dati riportati sono sbagliati, correggi direttamente la voce biografica; le modifiche saranno visibili in questa lista entro pochi giorni. Per chiarimenti vedi il progetto biografie. La lista contiene solo le 103 persone che sono citate nell'enciclopedia e per le quali è stato implementato correttamente il template Bio. Pagina aggiornata al 3 mar 2024. |

- 1º gennaio - Inga Gentzel, mezzofondista e velocista svedese (n. 1908)
- 2 gennaio - Rosellina Balbi, scrittrice e giornalista italiana (n. 1923)
- 2 gennaio - Juan Carlos Duran, pugile argentino (n. 1936)
- 2 gennaio - Edmond Jabès, poeta francese (n. 1912)
- 2 gennaio - Jo Ann Marlowe, attrice statunitense (n. 1935)
- 2 gennaio - Renato Rascel, attore, comico e cantautore italiano (n. 1912)
- 2 gennaio - Pasquale Rotondi, storico dell'arte e funzionario italiano (n. 1909)
- 3 gennaio - Luke Appling, giocatore di baseball e allenatore di baseball statunitense (n. 1907)
- 3 gennaio - Walter Boninsegni, tiratore a segno italiano (n. 1902)
- 3 gennaio - Art Hyatt, cestista statunitense (n. 1912)
- 3 gennaio - Cipe Pineles, direttrice artistica austriaca (n. 1908)
- 3 gennaio - Doris Zinkeisen, costumista britannica (n. 1898)
- 4 gennaio - João Azevedo, calciatore portoghese (n. 1915)
- 4 gennaio - Joop Koper, cestista e allenatore di pallacanestro olandese
- 4 gennaio - Berry Kroeger, attore statunitense (n. 1912)
- 4 gennaio - Mauro Mitilini, carabiniere italiano (n. 1969)
- 4 gennaio - Andrea Moneta, carabiniere italiano (n. 1969)
- 4 gennaio - Otello Stefanini, carabiniere italiano (n. 1968)
- 5 gennaio - Johnny Eck, artista e attore statunitense (n. 1911)
- 6 gennaio - Jim Brown, cestista e giocatore di baseball statunitense (n. 1912)
- 7 gennaio - Henri Louveau, pilota automobilistico francese (n. 1910)
- 7 gennaio - Josef Stroh, allenatore di calcio e calciatore austriaco (n. 1913)
- 8 gennaio - Steve Clark, chitarrista e compositore britannico (n. 1960)
- 8 gennaio - Ursula Hirschmann, politica e antifascista tedesca (n. 1913)
- 9 gennaio - Roland Laudenbach, scrittore, editore e sceneggiatore francese (n. 1921)
- 9 gennaio - Antonio León Ortega, scultore spagnolo (n. 1907)
- 9 gennaio - Patrizia Vicinelli, poetessa e attrice italiana (n. 1943)
- 10 gennaio - Vincenzo Gallucci, cardiochirurgo italiano (n. 1935)
- 10 gennaio - Gino Paolo Gori, pittore italiano (n. 1911)
- 11 gennaio - Carl David Anderson, fisico statunitense (n. 1905)
- 11 gennaio - Luciano Bonanni, attore italiano (n. 1922)
- 11 gennaio - Otto Marischka, calciatore tedesco (n. 1912)
- 11 gennaio - Ugo Moretti, giornalista, scrittore e sceneggiatore italiano (n. 1918)
- 11 gennaio - Sarangapani Raman, calciatore indiano (n. 1920)
- 12 gennaio - Robert Jackson, politico australiano (n. 1911)
- 12 gennaio - Juan Carbonell, cestista spagnolo (n. 1906)
- 12 gennaio - Pierina Gilli, mistica e veggente italiana (n. 1911)
- 12 gennaio - Denis Innocentin, cestista italiano (n. 1961)
- 12 gennaio - Tom Johannessen, calciatore norvegese (n. 1933)
- 12 gennaio - Keye Luke, attore statunitense (n. 1904)
- 12 gennaio - Franca Mazzoni, attrice italiana (n. 1912)
- 12 gennaio - Vasco Pratolini, scrittore italiano (n. 1913)
- 12 gennaio - Giovanni Salamone, imprenditore italiano (n. 1948)
- 13 gennaio - Loreta Asanavičiūtė, attivista lituana (n. 1967)
- 13 gennaio - Eladio Rojas, calciatore cileno (n. 1934)
- 13 gennaio - Gerhard Sturmberger, calciatore austriaco (n. 1940)
- 14 gennaio - David Arkin, attore statunitense (n. 1941)
- 14 gennaio - Raimondo Bergamin, missionario e vescovo cattolico italiano (n. 1910)
- 14 gennaio - Heli Finkenzeller, attrice tedesca (n. 1914)
- 15 gennaio - Livio Gratton, astrofisico italiano (n. 1910)
- 16 gennaio - Dino Del Bo, antifascista, partigiano e politico italiano (n. 1916)
- 16 gennaio - Sof'ja Garrel', attrice sovietica (n. 1904)
- 17 gennaio - Angelo Bellavia, calciatore italiano (n. 1950)
- 17 gennaio - Giacomo Manzù, scultore e pittore italiano (n. 1908)
- 17 gennaio - Olav V di Norvegia, sovrano e velista norvegese (n. 1903)
- 17 gennaio - Massimiliano Pavan, storico italiano (n. 1920)
- 18 gennaio - Leo Hurwitz, regista statunitense (n. 1909)
- 19 gennaio - Don Beddoe, attore statunitense (n. 1903)
- 19 gennaio - Bobby Combe, calciatore scozzese (n. 1924)
- 19 gennaio - Paolo Desana, politico italiano (n. 1918)
- 19 gennaio - Eugene Gross, fisico statunitense (n. 1926)
- 19 gennaio - Andrej Korsakov, violinista, insegnante e direttore d'orchestra sovietico (n. 1946)
- 19 gennaio - Gernot Reinstadler, sciatore alpino austriaco (n. 1970)
- 19 gennaio - John Russell, attore e militare statunitense (n. 1921)
- 19 gennaio - Giovanni Sinchetto, fumettista italiano (n. 1922)
- 19 gennaio - Dino Viola, imprenditore, dirigente sportivo e politico italiano (n. 1915)
- 20 gennaio - Irv Brenner, cestista statunitense (n. 1913)
- 20 gennaio - Louis Hardiquest, ciclista su strada e ciclocrossista belga (n. 1910)
- 20 gennaio - Frank Pfütze, nuotatore tedesco orientale (n. 1959)
- 20 gennaio - Louis Seigner, attore francese (n. 1903)
- 20 gennaio - Alfred Wainwright, scrittore inglese (n. 1907)
- 21 gennaio - Lilian Bond, attrice britannica (n. 1908)
- 21 gennaio - Ileana di Romania, principessa rumena (n. 1909)
- 22 gennaio - An Yeong-sik, cestista e allenatore di pallacanestro sudcoreano (n. 1928)
- 22 gennaio - Antonio Bianchin, vescovo cattolico italiano (n. 1936)
- 22 gennaio - Walter Vollweiler, calciatore tedesco (n. 1912)
- 23 gennaio - Luis Hernán Álvarez, calciatore cileno (n. 1938)
- 23 gennaio - Giancarlo Colombini, compositore italiano (n. 1906)
- 23 gennaio - Northrop Frye, critico letterario canadese (n. 1912)
- 24 gennaio - Rūdolfs Bārda, calciatore lettone (n. 1903)
- 25 gennaio - Vittorio Albasini Scrosati, antifascista e politico italiano (n. 1903)
- 25 gennaio - Fiorenzo Marini, schermidore italiano (n. 1914)
- 25 gennaio - Gino Pollini, architetto italiano (n. 1903)
- 25 gennaio - Frank Soo, calciatore e allenatore di calcio inglese (n. 1914)
- 26 gennaio - Wilbur Fox, cestista statunitense (n. 1919)
- 26 gennaio - Desmond Koch, discobolo statunitense (n. 1932)
- 26 gennaio - Glenn Langan, attore statunitense (n. 1917)
- 26 gennaio - Karen Young, cantante statunitense (n. 1951)
- 27 gennaio - Ignazio Aloisi,  italiano (n. 1946)
- 27 gennaio - George Hazelwood Locket, insegnante e aracnologo britannico (n. 1900)
- 27 gennaio - Leif Wikström, velista svedese (n. 1918)
- 28 gennaio - Pietro Corsini, generale italiano (n. 1917)
- 28 gennaio - Red Grange, giocatore di football americano statunitense (n. 1903)
- 28 gennaio - Nikola Radović, calciatore jugoslavo (n. 1933)
- 29 gennaio - Yasushi Inoue, scrittore giapponese (n. 1907)
- 29 gennaio - Luigi Efisio Marras, generale italiano (n. 1888)
- 30 gennaio - John Bardeen, fisico e ingegnere elettrotecnico statunitense (n. 1908)
- 30 gennaio - Kurt Bittel, archeologo tedesco (n. 1907)
- 30 gennaio - Manlio De Pisa, militare e marinaio italiano (n. 1898)
- 30 gennaio - Marcel Galey, calciatore francese (n. 1905)
- 30 gennaio - John McIntire, attore statunitense (n. 1907)
- 31 gennaio - Armando Passalacqua, allenatore di calcio e calciatore italiano (n. 1911)
- 31 gennaio - Márcio de Sousa Melo, generale e politico brasiliano (n. 1906)